# ليانا كانيلي
جاريفاليا (ليانا) كانيلي (اليونانية: Κανέλλη Γαρυφαλλιά (Λιάνα)؛ ولدت في 20 مارس 1954)، هي صحفية يونانية وعضو في «البرلمان اليوناني» «الحزب الشيوعي اليوناني» منذ عام 2000.
درست القانون في جامعة أثينا. في عام 1973، وكانت بداية حياتها المهنية في مجال الصحافة، كما كانت من المشهود لهم من قبل رئيس الوزراء قسطنطين كرامنليس كـ«طفلة للديمقراطية الجديدة».
وبصرف النظر عن كون كانيلي يونانية، إلا أنها تجيد ثلاث لغات الأجنبية: الإنكليزية والفرنسية والإيطالية.

## روابط خارجية
- ليانا كانيلي على موقع IMDb (الإنجليزية)
- ليانا كانيلي على موقع قاعدة بيانات الفيلم (الإنجليزية)

- Article documenting Mrs Kanelli's change of party نسخة محفوظة 11 يوليو 2001 على موقع واي باك مشين.
- Kanelli member of the Council of Europe
- On Kanelli's Defence of Milosevic
- Media History of Liana Kanelli[وصلة مكسورة]
- EU commission on journalism